# Moon Biegel Esteves
Moon Biegel Esteves (Harreveld, 3 oktober 2000), geboren als Moon Pondes, is een Nederlands voetbalster. Ze speelt als doelverdedigster voor PSV.

## Clubcarrière
In de zomer van 2016 maakte Biegel Esteves de overstap van FC Twente naar PEC Zwolle. Op 5 mei 2017 maakte ze haar debuut in de Zwolse hoofdmacht, nadat eerste doelvrouw Nadja Olthuis een blessure had opgelopen, in de wedstrijd tegen SC Telstar VVNH (1–2).
In 2022 stopte Biegel Esteves, om zich op haar werk in de kinderopvang te richten. Ze werd echter door PSV gevraagd weer te gaan voetballen, en in seizoen 2023/24 staat ze voor PSV in het doel. Tijdens haar dienstverband bij PSV stond ze vanwege zwangerschap opnieuw een periode buitenspel. Daarnaast trouwde ze in 2025 met haar vriend, waardoor ze sindsdien niet meer met de naam Pondes maar met Biegel Esteves speelt.

### Carrièrestatistieken
| Seizoen                      | Club            | Land            | Competitie      | Competitie | Competitie | Beker | Beker | Internationaal | Internationaal | Overig | Overig | Totaal | Totaal |
| Seizoen                      | Club            | Land            | Competitie      | Wed.       | Dlp.       | Wed.  | Dlp.  | Wed.           | Dlp.           | Wed.   | Dlp.   | Wed.   | Dlp.   |
| ---------------------------- | --------------- | --------------- | --------------- | ---------- | ---------- | ----- | ----- | -------------- | -------------- | ------ | ------ | ------ | ------ |
| 2016/17                      | PEC Zwolle      | Nederland       | Eredivisie      | 2          | 0          | 0     | 0     | –              | –              | –      | –      | 2      | 0      |
| 2017/18                      | PEC Zwolle      | Nederland       | Eredivisie      | 4          | 0          | 0     | 0     | –              | –              | –      | –      | 4      | 0      |
| 2018/19                      | PEC Zwolle      | Nederland       | Eredivisie      | 0          | 0          | 0     | 0     | –              | –              | –      | –      | 0      | 0      |
| 2019/20                      | PEC Zwolle      | Nederland       | Eredivisie      | 5          | 0          | 1     | 0     | –              | –              | 2      | 0      | 8      | 0      |
| 2020/21                      | PEC Zwolle      | Nederland       | Eredivisie      | 19         | 0          | 1     | 0     | –              | –              | 3      | 0      | 23     | 0      |
| 2021/22                      | PEC Zwolle      | Nederland       | Eredivisie      | 24         | 0          | 2     | 0     | –              | –              | 0      | 0      | 26     | 0      |
| 2023/24                      | PSV             | Nederland       | Eredivisie      | 4          | 0          | 4     | 0     | –              | 0              | 0      | 4      | 0      |        |
| 2024/25                      | PSV             | 0               | 0               | 0          | 0          | –     | –     | 0              | 0              | 0      | 0      |        |        |
| Carrière totaal              | Carrière totaal | Carrière totaal | Carrière totaal | 58         | 0          | 4     | 0     | 0              | 0              | 5      | 0      | 65     | 0      |
| Bijgewerkt tot 15 april 2025 |                 |                 |                 |            |            |       |       |                |                |        |        |        |        |

Bijgewerkt t/m 15 april 2025.

## Interlandcarrière

### Nederland onder 19
Op 15 september 2017 debuteerde Pondes voor Nederland –19 in een vriendschappelijke wedstrijd tegen Zwitserland –19 (5 – 2).
| Interlands van Moon Pondes   | Interlands van Moon Pondes   | Interlands van Moon Pondes   | Interlands van Moon Pondes   | Interlands van Moon Pondes   | Interlands van Moon Pondes   |
| №                            | Datum                        | Wedstrijd                    | Uitslag                      | Soort wedstrijd              | Doelpunten                   |
| Als speelster bij PEC Zwolle | Als speelster bij PEC Zwolle | Als speelster bij PEC Zwolle | Als speelster bij PEC Zwolle | Als speelster bij PEC Zwolle | Als speelster bij PEC Zwolle |
| ---------------------------- | ---------------------------- | ---------------------------- | ---------------------------- | ---------------------------- | ---------------------------- |
| 1.                           | 15 september 2017            | Zwitserland – Nederland      | 2 – 5                        | Vriendschappelijk            | 0                            |

### Nederland onder 15
Op 18 maart 2015 debuteerde Pondes voor Nederland –15 in een vriendschappelijke wedstrijd tegen België –15 (1 – 0).
| Interlands van Moon Pondes     | Interlands van Moon Pondes     | Interlands van Moon Pondes     | Interlands van Moon Pondes     | Interlands van Moon Pondes     | Interlands van Moon Pondes     |
| №                              | Datum                          | Wedstrijd                      | Uitslag                        | Soort wedstrijd                | Doelpunten                     |
| Als speelster bij VA FC Twente | Als speelster bij VA FC Twente | Als speelster bij VA FC Twente | Als speelster bij VA FC Twente | Als speelster bij VA FC Twente | Als speelster bij VA FC Twente |
| ------------------------------ | ------------------------------ | ------------------------------ | ------------------------------ | ------------------------------ | ------------------------------ |
| 1.                             | 18 maart 2015                  | België – Nederland             | 0 – 1                          | Vriendschappelijk              | 0                              |
| 2.                             | 27 mei 2015                    | Engeland – Nederland           | 1 – 1                          | Vriendschappelijk              | 0                              |
| 3.                             | 29 mei 2015                    | Engeland – Nederland           | 1 – 3                          | Vriendschappelijk              | 0                              |